# Enebærodde
Enebærodde är en udde i Danmark.   Den ligger i Nordfyns kommun i Region Syddanmark, i den centrala delen av landet, 130 km väster om Köpenhamn. Udden ligger längst ut på den 5,5 km långa landtungan Hals. På udden finns Enebærodde fyr.
Närmaste större samhälle är Odense, 17 km sydväst om Enebærodde. Trakten runt Enebærodde består till största delen av jordbruksmark.